# Polskie mapy topograficzne
Polskie mapy topograficzne jest artykułem przedstawiającym historię rozwoju polskich map topograficznych.

## Mapy topograficzne w okresie przedrozbiorowym
W okresie przedrozbiorowym polska kartografia topograficzna nie działała w państwowej strukturze organizacyjnej. Podobnie jak w innych krajach, mapy finansowano ze środków prywatnych. Mimo że niemożliwe jest precyzyjne wskazanie pierwszej polskiej mapy topograficznej, z całą pewnością wykonywano mapy wielkoskalowe już w drugiej połowie XVI w., a w pierwej połowie XVII w. ich liczba znacznie wzrosła. Dominowały plany miast, również mapy ich okolic, plany oblężeń, bitew i fortyfikacji polowych. Były wykonywane na potrzeby wojenne, podobnie jak znacznie powszechniejsze w tamtych czasach mapy średnio- i małoskalowe. Militarne znaczenie map doceniali królowie Stefan Batory i Władysław IV Waza. Podczas kampanii smoleńskiej w latach 1633–1634 Władysław IV miał do dyspozycji dwie mapy Smoleńska i okolic, które wykonał Jan Pleitner. Jedną w skali 1:5640 oraz drugą jej zgeneralizowaną wersję w skali około 1:32 000. Za jego czasów Fryderyk Getkant wykonał mapę Zatoki Puckiej z częścią Żuław i Półwyspu Helskiego w skali 1:110 000. Po zakończeniu panowania Władysława IV w 1648 r. nastał długi okres stagnacji kartografii na ziemiach polskich. Szczególnie widoczne było to w czasach saskich, co wiązało się z kryzysem państwa. Dopiero pod koniec pierwszej połowy XVIII w. pojawiło się ożywienie umysłowe w tej dziedzinie. Jest to związane z działalnością Józefa A. Jabłonowskiego i koncepcją utworzenia szczegółowej mapy Polski. Nie została jednak opublikowana i znana jest jedynie z przekazów historycznych. W kolejnych latach, za panowania Stanisława Augusta Poniatowskiego, został przygotowany projekt topograficznego kartowania kraju. Planowano też opracowanie dokładnej mapy według wzoru mapy Francji C.-F. Cassiniego. Realizację tych zamierzeń pokrzyżował III rozbiór Polski. Spośród niewielu opracowań tamtego okresu można wymienić mapę Starostwa Spiskiego 1:170 000 Franciszka F. Czakiego z 1760 r., a także mapy dwunastu z dziewiętnastu województw Rzeczypospolitej w skali 1:225 000, które opracował Karol Perthees. W 1775 r. powołano Korpus Inżynierów Koronnych, mający za zadanie wykonywanie map topograficznych. Zachowały się jedynie trzy z nich, w skali 1:42 000, z pogranicza austriackiego, powstałe w pierwszej połowie lat 90. XVIII w.

## Mapy topograficzne z okresu zaborów
| Zabór      | Typowe skale map                                                                                        | Poziom morza wyznaczany przez mareograf | Południk zerowy                                   |
| ---------- | --- | --------------------------------------- | ------------------------------------------------- |
| austriacki | 1:75 000 1:200 000                                                                                      | w Trieście nad Morzem Adriatyckim       | Ferro (17°39′46″W według południka Greenwich)     |
| pruski     | 1:25 000 (Messtischblatt) 1:100 000 1:300 000                                                           | w Amsterdamie nad Morzem Północnym      | Ferro (17°39′59.4″W według południka Greenwich)   |
| rosyjski   | 1:21 000 (półwiorstówka) 1:42 000 (jednowiorstówka) 1:84 000 (dwuwiorstówka) 1:126 000 (trójwiorstówka) | w Kronsztadzie nad Morzem Bałtyckim     | Pułkowo (30°19′38.7″E według południka Greenwich) |

## Mapy topograficzne z okresu 1918-1953

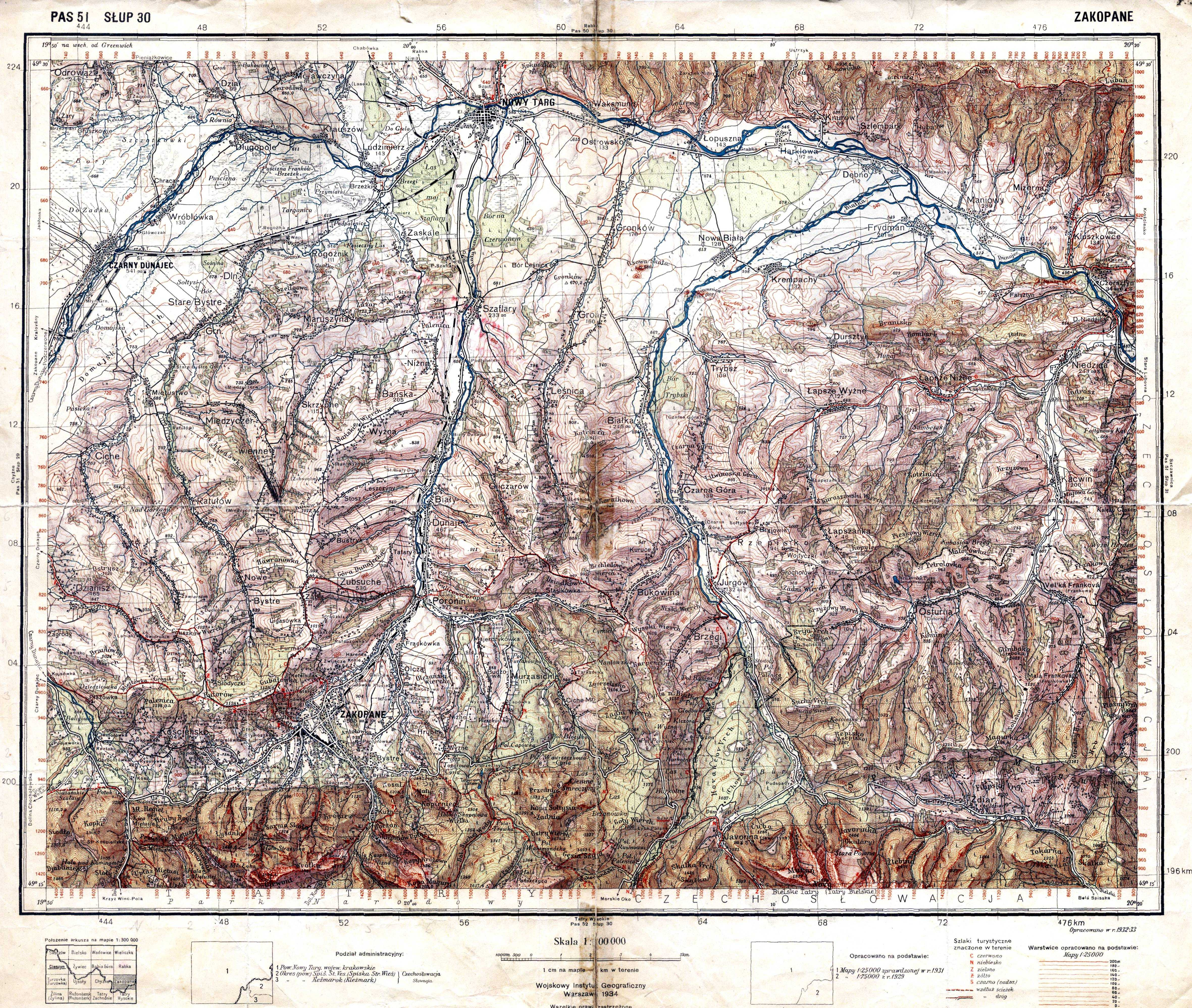
Przykładowa mapa topograficzna w skali 1:100.000 wydawana przez WIG

Odzyskanie niepodległości przez Polskę postawiło wyzwanie przygotowania aktualnych map dla nowego państwa. Po zaborcach pozostało bowiem 9 układów triangulacyjnych z 8 różnymi punktami odniesienia. Ujednoliceniem tego miał się zająć powołany w 1919 Wojskowy Instytut Geograficzny (początkowo pod nazwą Instytut Wojskowo-Geograficzny) z siedzibą w Warszawie. Rozpoczął on swoją działalność od standaryzacji i aktualizacji map zaborczych (pruskich, rosyjskich i austro-węgierskich). Mapy te, wydawane w różnych skalach, służyły za podstawę map w skali 1:100 000. Do 1926 wydano w ten sposób mapy pokrywające 40 proc. kraju. Od 1927 WIG przystąpił do sporządzania jednolitej sieci triangulacyjnej i wykonywania własnych oryginalnych arkuszy w skali 1:100 000, znanych jako typ drugi. Wydawane one były w manierze dwubarwnej (elementy topograficzne czarne, warstwice brązowe), w niektórych przypadkach poprzez nadruk dodawano dwa inne kolory. Od 1929 zaczął zaś ukazywać się tzw. typ trzeci – mapy wydawane były w wersji dwu- i czterobarwnej. W 1931 przystąpiono do publikacji mapy taktycznej w wersji czterobarwnej, znanej jako typ normalny. Do 1939 udało się wydać wszystkie arkusze (było ich łącznie 482), choć duża część Kresów Wschodnich nie doczekała się najnowszej wersji mapy.

## Mapy topograficzne z okresu 1953-1989

### Wojskowe mapy topograficzne w układzie współrzędnych „1942” Podstawowa mapa topograficzna w skali 1:25000 (1953/59) i mapy od niej pochodne (wydanie pierwsze)
W 1953 rozpoczęto prace nad podstawową mapą topograficzną w skali 1:25 000. Większość prac wykonały cywilne przedsiębiorstwa geodezyjno-kartograficzne podległe Centralnemu Urzędowi Geodezji i Kartografii. W opracowaniu mapy brała również udział Służba Topograficzna Wojska Polskiego oraz topografowie Armii Radzieckiej. Dla potrzeb wykonywanej pracy, w 1953 na Wydziale Geodezyjnym Politechniki Warszawskiej zorganizowano szkolenie specjalistów w zakresie fotogrametrii, topografii i kartografii. Doprowadziło to w 1954 do przekształcenia Wydziału Geodezyjnego na Wydział Geodezji i Kartografii. Mapę 1:25 000 wykonywano różnymi metodami, zależnie od kartowanego obszaru.
Stosowano:
- zdjęcie topograficzne metodą kombinowaną, polegającą na opracowaniu sytuacji na fotomapach (uzyskanych z przetworzonych zdjęć lotniczych), a rzeźby drogą bezpośrednich pomiarów w terenie na stoliku topograficznym. Metodą tą opracowano pierworysy mapy dla terenów płaskich i falistych dla około 88% powierzchni kraju.
- metody stereofotogrametryczne, polegające na kameralnym opracowaniu mapy na przyrządach fotogrametrycznych w oparciu o zdjęcia lotnicze, a następnie na sprawdzeniu i uzupełnieniu treści mapy w terenie. Metody te stosowano dla obszarów podgórskich i górskich.
- aktualizację na podstawie zdjęć lotniczych istniejących arkuszy mapy 1:25 000 wraz z terenową weryfikacją. Dla zapewnienia wymaganej dokładności, fotomapy i pierworysy opracowywano w skali roboczej 1:20 000. W pracy wykorzystywano istniejące przedwojenne wydania polskie i niemieckie map 1:25 000, które pokrywały łącznie 60% terenu Polski. Dzięki zastosowaniu zdjęć lotniczych, prace ukończono bardzo szybko, już w 1959 Ogółem wydano około 4100 arkuszy mapy. Mapa podstawowa 1:25 000 posłużyła do kameralnego opracowania i wydania map w skalach: 1:50 000, 1:100 000, 1:200 000, 1:500 000. Pierwszą edycję tych map ukończono w 1965 wydając ogółem ponad 5600 arkuszy (łącznie z mapą 1:25 000). Na każdym arkuszu umieszczano informację – „wydanie pierwsze”. Mapy drukowano w sześciu barwach, a edycja była sygnowana przez Sztab Generalny WP.

### Opracowanie szczegółowej mapy topograficznej kraju w skali 1:10000 (1:5000) w latach 1956–1974 i jej aktualizacja
Ważnym wydarzeniem związanym z kartografią topograficzną była Uchwała Prezydium Rządu z czerwca 1955 zobowiązująca Centralny Urząd Geodezji i Kartografii (przekształcony w 1956 w Główny Urząd Geodezji i Kartografii) oraz Służbę Topograficzną WP (szefem Służby został zrehabilitowany po aresztowaniu w 1948 gen. bryg. Teodor Naumienko) do sporządzenia szczegółowej mapy topograficznej kraju w skali 1:10 000, a dla wybranych obszarów o dużym znaczeniu gospodarczym w skali 1:5000 (około 4% powierzchni Polski). Mapy były opracowywane głównie metodą kombinowaną, a jedynie dla obszarów górzystych metodą uniwersalną. W pierwszej kolejności, od 1956 rozpoczęto opracowanie arkuszy mapy w skali 1:5000 m.in. dla rejonów: Warszawskiego Zespołu Miejskiego, Górnośląskiego Okręgu Przemysłowego, Trójmiasta, Krakowa i Łodzi. Arkusze mapy 1:5000 opracowywały wyłącznie służby podległe GUGiK. Część arkuszy opracowano jeszcze w układzie „Borowa Góra”, wprowadzając siatkę kilometrową w odwzorowaniu Gaussa-Krügera, pozostałą większość w układzie „1942”. W drugiej połowie lat 60. i na początku lat 70. przeprowadzono pierwszą i jedyną aktualizację arkuszy mapy 1:5000, które dzisiaj stanowią wyłącznie materiał archiwalny. Prace nad mapą 1:10 000 rozpoczęto w 1957 od uprzemysłowionych rejonów doliny Wisły, Narwi i Warty. Dużą pomocą w pracy topografów i kartografów był wydany w 1961 „Atlas kartowania form terenu Polski”, opracowany przez zespół pracowników Instytutu Geodezji i Kartografii oraz Katedry Kartografii Politechniki Warszawskiej pod kierownictwem profesora PW Felicjana Piątkowskiego. Od 1970 prace nad mapą zaczęły przebiegać dwutorowo. GUGiK rozpoczął opracowanie kolejnych arkuszy mapy we wprowadzonym w 1968 dla cywilnych służb geodezyjno-kartograficznych układzie współrzędnych „1965”, a Służba Topograficzna WP do 1973 kontynuowała opracowanie arkuszy mapy w układzie „1942”. Doprowadziło to do konieczności wykonywania podwójnej redakcji mapy, oddzielnie dla wersji cywilnej i wojskowej. Ostatnie arkusze mapy 1:10 000 zostały opracowane w 1974, a więc prace nad nią trwały 18 lat. Ogółem opracowano około 16 000 arkuszy mapy w skali 1:10 000 i około 2400 arkuszy w skali 1:5000 (na ich podstawie opracowano także arkusze mapy 1:10 000). Cywilne służby topograficzne wykonały mapę 1:10 000 dla około 85% powierzchni Polski, resztę opracowały służby wojskowe. Jeszcze przed ukończeniem prac nad mapą 1:10 000, w 1970 rozpoczęto aktualizację najwcześniej opracowanych arkuszy. Pierwszy cykl aktualizacji mapy 1:10 000 zakończono w 1981, dokonując jednocześnie transformacji pozostałych arkuszy mapy do układu „1965”. Drugi cykl aktualizacji mapy 1:10 000 w układzie „1965” został zakończony w 1991 Prace nad szczegółową mapą topograficzną można uznać za wielki sukces polskich służb geodezyjno-kartograficznych. Do dzisiaj niewiele krajów europejskich dysponuje tak szczegółową mapą topograficzną dla całego obszaru państwa.

### Kolejne wydania wojskowych map topograficznych w układzie „1942”
Na podstawie zdjęcia topograficznego 1:10 000 od 1966 Służba Topograficzna WP rozpoczęła opracowanie i wydanie nowej edycji map topograficznych w układzie „1942” według częściowo zmienionych wzorów znaków (tzw. Wzór 1966). Arkusze mapy 1:10 000 zostały wydane tylko dla wybranych miast oraz terenów poligonów. Na bazie arkuszy 1:10 000 ponownie opracowano i wydano arkusze mapy 1:25 000 – dla obszarów na zachód od południka 18° oraz dla rejonów miast powyżej 50 tys. mieszkańców i terenów istotnych z punktu widzenia wojskowego. Wydano także mapy w skalach 1:50 000, 1:100 000, 1:200 000 dla całego kraju. Edycja ta, ukończona na początku lat 70., nosi nazwę „Wydanie pierwsze PRL”. W latach siedemdziesiątych Służba Topograficzna podjęła pracę nad kolejnym wydaniem map w skalach 1:50 000, 1:100 000 i 1:200 000. Podstawą do nowego opracowania były zaktualizowane pierworysy map 1:10 000 i 1:5000. Wprowadzono wówczas metodę redagowania mapy 1:50 000 wprost na podstawie materiałów 1:10 000. Nowa edycja map nosiła początkowo nazwę „Wydanie drugie PRL”, a od 1981 podawano jedynie rok druku i rok aktualizacji treści, np.: „wydanie 1982, stan 1979”. Mapy topograficzne w układzie współrzędnych „1942” są opracowywane w odwzorowaniu Gaussa-Krügera.
Podział map na arkusze i system ich oznaczeń dla map w układzie „1942” zastosowano południkowo-równoleżnikowy podział na arkusze oparty na podziale Międzynarodowej Mapy Świata 1:1000 000. Teoretycznie ramki arkusza mapy są trapezami krzywoliniowymi, jednak zakrzywienie obrazów południków jest na tyle małe, że na wszystkich mapach do skali 1:500 000 włącznie, zachodnie i wschodnie linie ramki arkuszy map rysuje się jako linie proste. Krzywizna równoleżników jest nieco większa, co musi być uwzględnione przy konstrukcji północnych i południowych linii ramki arkuszy map w skalach: 1:100 000, 1:200 000 i 1:500 000 przez wprowadzenie linii łamanej. Dla kolejnych skal przyjmuje się odpowiednio 3, 5 i 7 punktów konstrukcyjnych. System oznaczeń arkuszy map w układzie „1942” nawiązuje do nomenklatury Międzynarodowej Mapy Świata 1:1000 000. Godło każdego arkusza mapy w układzie „1942” określa jego położenie na odpowiednim arkuszu mapy 1:1000 000. Każdy arkusz Międzynarodowej Mapy Świata 1:1000 000 dzieli się: – na 4 arkusze mapy w skali 1:500 000 oznaczane literami A, B, C, D; – na 36 arkuszy mapy w skali 1:200 000 oznaczanych liczbami rzymskimi od I do XXXVI: – na 144 arkusze mapy w skali 1:100 000 oznaczane liczbami od 1 do 144. Dalszy podział polega na czwórkowym dzieleniu arkuszy map w kolejnych skalach. I tak; – arkusz mapy w skali 1:100 000 dzieli się na 4 arkusze mapy w skali 1:50 000 oznaczane literami: A, B, C, D; arkusz mapy w skali 1:50 000 dzieli się na 4 arkusze mapy w skali 1:25 000 oznaczane literami: a, b, c, d; – arkusz mapy w skali 1:25 000 dzieli się na 4 arkusze mapy w skali 1:10 000 oznaczane cyframi: 1,2,3,4; – arkusz mapy w skali 1:10 000 dzieli się na 4 arkusze mapy w skali 1:5000, co odpowiada podziałowi arkusza mapy 1:100 000 na 256 arkuszy. Arkusze mapy w skali 1:5000 oznacza się godłem odpowiedniego arkusza mapy 1:100 000 z dodaniem w nawiasie liczby od 1 do 256.

### Mapy topograficznedla potrzeb gospodarczych

#### Mapa obrębowa powiatów w skali 1:25000
Za pierwsze opracowanie przeznaczone dla potrzeb gospodarczych wykonane na podstawie wojskowej mapy topograficznej w skali 1:25 000 w układzie „1942” (edycja z lat 1953/59) można uznać mapę obrębową powiatów w skali 1:25 000, wykonywaną od 1957 przez Służbę Topograficzną Wojska Polskiego. Mapa ta była opracowywana i wydawana oddzielnie dla każdego powiatu, traktowanego jako obręb. Osobno opublikowane zostały również 4 serie map obejmujących obszary większe niż pojedynczy powiat (GOP, Rybnicki Okręg Węglowy, Łódź. Okręg centralny oraz okolice Warszawy). W skład jednego powiatu (obrębu), zależnie od jego wielkości, wchodziło od 4 do 16 arkuszy. Na mapie nie umieszczono żadnej siatki współrzędnych. Ma ona w porównaniu z mapą wojskową znacznie zubożoną treść. Nie zaznaczono na niej wielu obiektów gospodarczych, brak jest charakterystyki lasów, brak opisów wysokości w charakterystycznych miejscach terenu. Dodatkowym, niezwykle istotnym mankamentem tej mapy jest wprowadzona przez cenzurę celowa deformacja zarówno elementów sytuacji, jak i rzeźby terenu. Deformacje liniowe sięgają nawet do 3 cm na arkuszu, kątowe do 10° a wysokościowe do kilku metrów. Brak kartometryczności spowodował, że mapa miała ograniczone zastosowanie dla potrzeb gospodarki. Przez długie lata pełniła ona funkcję mapy poglądowej, będąc jedyną dostępną mapą topograficzną dla potrzeb cywilnych. Dostępność mapy ograniczała nadana jej klauzula: „poufne” lub „do użytku służbowego”. Mapy powiatów w skali 1:25 000 były wykorzystywane jeszcze w latach 80.

#### Mapy topograficznedo celów gospodarczych w układzie współrzędnych „1965”
Stan cywilnej kartografii topograficznej i zaspokojenie gospodarki narodowej w mapy topograficzne wyglądało w latach 50. i 60. katastrofalnie. Mapy w układzie „1942” mogły być wykorzystywane tylko dla potrzeb wojskowych. Wydawana od drugiej połowy lat pięćdziesiątych mapa obrębowa powiatów w skali 1:25 000 nie zaspakajała potrzeb gospodarki, ponieważ była pozbawiona zarówno siatki kartograficznej, jak i kilometrowej, miała ubogą treść i nie była mapą kartometryczna. W 1968 władze państwowe wprowadziły do stosowania w gospodarce narodowej nowy układ współrzędnych pod nazwą „1965”. Podjęto decyzje, że w układzie tym będą wykonywane: prace geodezyjne dla potrzeb cywilnych oraz mapa zasadnicza. W 1970 decyzją Prezydium Rządu ustalono, że w układzie „1965” będą opracowane mapy topograficzne 1:10 000 i 1:5000, niezależnie od wojskowych edycji tych map. W 1976 rozszerzono zakres stosowania układu „1965” na mapy topograficzne 1:25 000 i 1:50 000. Mapy topograficzne 1:10 000 (1:5000), 1:25 000 i 1:50 000 w układzie „1965” nazwano mapami topograficznymi do celów gospodarczych. Jednocześnie zmieniono kwalifikacje tych map z „tajne” na „poufne”.
Do 1976 w układzie „1965” opracowywano jedynie mapy w skalach 1:10 000 i 1:5000. Do tych map zastosowano prostokątny podział na arkusze, oparty na siatce kilometrowej. Każdą strefę podzielono na pasy o szerokości 5 km i słupy o szerokości 8 km. Arkusz mapy 1:10 000 powstawał w wyniku przecięcia pasa i słupa i miał format 50x80 cm. Pasów i słupów nie numerowano, ponieważ godło każdego arkusza składało się z cyfry rzymskiej oznaczającej numer strefy oraz ostatnich trzech cyfr współrzędnych kilometrowych x i y dolnego lewego narożnika arkusza, np.: H-825-688. Arkusze mapy 1:5000 powstawały przez podział arkusza mapy 1:10 000 i były dodatkowo oznaczone literami A, B, C lub D. Przykładowe godło miało postać: II-825-688-(D).
W 1976 wprowadzono inny, obowiązujący do dzisiaj podział map na arkusze. Było to związane z rozpoczęciem opracowywania map w skalach 1:25 000 i 1:50 000. Każda strefa została podzielona równolegle do osi układu współrzędnych na pasy o szerokości 40 km i słupy o szerokości 64 km. Pasy i słupy są oznaczone kolejnymi cyframi od 0 do 9. Numery słupów wzrastają zgodnie z odciętą Y, pasy mają numerację odwrotną – wraz ze wzrostem wartości rzędnej X maleje numer pasa. Przecinające się pasy i słupy tworzą tak zwane sekcje podziałowe. Oznaczenie każdej sekcji składa się z numeru strefy odwzorowawczej, następnie z numeru pasa i numeru słupa
Arkusze mapy 1:50 000 powstają w wyniku dzielenia sekcji podziałowej na 4 części. Arkusze map w skalach: 1:25 000, 1:10 000 i 1:5000 powstają przez dalszy czwórkowy podział arkuszy mapy 1:50 000. Godła arkuszy map składają się z oznaczenia sekcji podziałowej, za którym po kropce, umieszcza się cyfry odpowiadające arkuszom w kolejnych skalach. Na wszystkich mapach wydawanych w układzie „1965” rysunek treści kończy się na granicy państwa. Dla obszarów położonych przy granicy państwa i przy granicach stref odwzorowawczych dla części arkuszy zastosowano format połówkowy (40x50 cm lub 32x40 cm). Arkusze te mają w godle dodatkowe oznaczenie L (lewy) lub P (prawy), np.: 443.43/L, 444.2/P. Mapy w skalach 1:10 000 i 1:5000 w okresie kiedy wprowadzano układ „1965” większa część Polski miała już pokrycie mapą 1:10 000, a wybrane rejony 1:5000. Mapy te były opracowane w układzie „1942”, wspólnie przez Główny Urząd Geodezji i Kartografii i Służbę Topograficzną Wojska Polskiego. W 1970 GUGiK został zobowiązany do kontynuowania opracowana mapy 1:10 000 (w arkuszach roboczych 50x40 cm) na wyznaczonym terytorium w nowo wprowadzonym układzie „1965”, natomiast Służba Topograficzna WP kontynuowała opracowanie tej mapy w układzie „1942”. W 1974 zakończono opracowanie pierworysów map. Cywilne służby topograficzne wykonały mapę 1:10 000 dla około 85% powierzchni Polski, resztę opracowały służby wojskowe. Istniejące arkusze mapy 1:10 000 opracowane w układzie „1942” były przeredagowywane i przemontowywane na układ „1965”. W 1981 całkowicie zakończono kameralne opracowanie pierworysów map 1:10 000 i 1:5000, wykonując łącznie około 9100 arkuszy. Do 1988 zakończono opracowanie czystorysów i wykonanie diapozytywów pozwalających na reprodukcję arkuszy map. W początkowym okresie mapę drukowano w dwóch barwach: czarnej – dla sytuacji, brązowej – dla rzeźby. W 1974 zaniechano druku mapy dla całego kraju, traktując diapozytywy arkuszy jako produkt finalny. Dla większości obszaru Polski druk mapy wykonuje się tylko na konkretne zamówienie, a udostępnia się ją w formie kopii fotograficznych, ozalidowych bądź kserograficznych. Od 1972 rozpoczęto aktualizację wydanych wcześniej arkuszy map. Pierwszy cykl aktualizacji zakończono w 1981, zaś drugi w 1991. Arkusze mapy 1:5000 były aktualizowane tylko jednokrotnie w latach 70. Mapy 1:10 000 i 1:5000 miały początkowo klauzulę „tajne”. W grudniu 1976 pozwolono na zmianę kwalifikacji map na „poufne”. Wymagało to usunięcia z map elementów treści zastrzeżonych jako „tajne”. Dopiero w 1990 udostępniono je do powszechnego użytku z wyjątkiem części arkuszy, z których usunięto zastrzeżone elementy treści. Pokrycie całego obszaru Polski mapą 1:10 000 należy uznać za wielki sukces. Tylko nieliczne państwa europejskie mają podstawową mapę topograficzną w tej skali. Istotnym mankamentem jest opracowanie tej mapy w układzie „1965”. Zgodnie z obowiązującymi wówczas przepisami wynikającymi z ograniczeń cenzury, mapa była pozbawiona siatki kartograficznej, a jej treść została nadmiernie zubożona w stosunku do wersji wojskowej mapy.
W grudniu 1976 podjęto decyzję, a w 1977 rozpoczęto opracowanie średnioskalowych map topograficznych dla celów gospodarczych. W pierwszej kolejności rozpoczęto opracowanie mapy 1:50 000, drogą przemontowania i przeredagowania (z usunięciem elementów zastrzeżonych) arkuszy mapy 1:50 000 w układzie „1942”, udostępnionych przez Zarząd Topograficzny Sztabu Generalnego Wojska Polskiego. Do 1982 opracowano i wydano 650 arkuszy mapy pokrywając obszar całej Polski. Mapa była drukowana w wersji dwu oraz czterobarwnej. Równolegle z „pięćdziesiątką” w 1977, rozpoczęto wykonywanie mapy 1:25 000. Powstawała ona drogą przeredagowania i generalizacji mapy 1:10 000 opracowanej wcześniej w układzie „1965” i została wydana w wersji dwu lub czterobarwnej. Część arkuszy była opracowana na podstawie zaktualizowanych arkuszy mapy 1:25 000 w układzie „1942” i wydana w wersji sześciobarwnej, tak zwane „wydanie tymczasowe” (wydana w latach 70. wojskowa map w skali 1:25 000 w układzie „1942” pokrywała tylko część obszaru kraju). Do 1990 pokryto mapą 1:25 000 około 75% powierzchni kraju (całkowite pokrycie wymaga wykonania 2300 arkuszy). Podobnie jak dla „pięćdziesiątki” niektóre arkusze wydano w formacie połówkowym. Duże zapotrzebowanie na mapę 1:25 000 spowodowało, że w latach 1974–1984 wydawano jej wersję zastępczą przez fotomechaniczne powiększenie arkuszy mapy w skali 1:50 000. Była ona wydana w wersji dwubarwnej na większość obszaru kraju. Wersja ta była sukcesywnie zastępowana wersją ostateczną. Podobnie jak na mapach 1:5000 i 1:10 000 również i na mapach średnioskalowych nie umieszcza się siatki kartograficznej. Miały one początkowo klauzulę „poufne” i dopiero w 1990 zostały przeznaczone do powszechnego użytku.

#### Ogólna ocena
Edycje map topograficznych w układzie „1965” tylko częściowo zaspokoiły potrzeby ich cywilnych użytkowników. Mają one dosyć istotne mankamenty wynikające z przyjętej osnowy geodezyjno-kartograficznej, zakresu treści, stosowanych znaków oraz ograniczenia dostępności do nich. Układ współrzędnych „1965” w zasadzie nie nadaje się do opracowania map topograficznych. Rozbicie obszaru Polski na 5 stref odwzorowawczych uniemożliwiło sporządzenie jednolitych, pełnowartościowych map dla całego kraju. Zachodziła konieczność dublowania arkuszy położonych na granicach stref. Skręcenie układów współrzędnych prostokątnych oraz brak na mapach siatki kartograficznej uniemożliwiają wyznaczenie na nich kierunku północy geograficznej. Układ „1965” ogranicza możliwość dokonywania pomiarów na mapach wówczas, gdy musimy korzystać z arkuszy położonych w różnych strefach. Nieduże rozmiary stref odwzorowawczych uniemożliwiły opracowanie map w skalach niniejszych od 1:50 000. Treść map topograficznych w układzie „1965” była ograniczona przepisami i wytycznymi cenzury. Grafika map i przyjęty system znaków powielały niedoskonałe wzorce map w układzie „1942”. Zasięg użytkowników map był bardzo ograniczony. Do 1990 mapy podlegały ścisłej ewidencji i mogły z nich korzystać jedynie uprawnione urzędy i instytucje.

### Mapy topograficzne w odwzorowaniu GUGiK-80
Wobec nieprzydatności niespójnego układu współrzędnych „1965” dla map w skalach mniejszych od 1:50 000, w latach 1978–1980 w Głównym Urzędzie Geodezji i Kartografii zaprojektowano jednolite dla całej Polski odwzorowanie o nazwie „GUGiK-80”. Odwzorowanie to było podstawą do wprowadzenia jednolitego układu współrzędnych prostokątnych dla potrzeb opracowania map topograficznych w skalach: 1:100 000, 1:200 000 i 1:500 000. Do 1984, wydano mapę 1:100 000. W 1985 przystąpiono do opracowania mapy 1:200 000, ale pracy tej nie ukończono; opublikowany został jeden arkusz próbny (81.05 Gdańsk). W 1987 zlikwidowano GUGiK powołując w ramach Ministerstwa Gospodarki Przestrzennej i Budownictwa – Departament Geodezji, Kartografii i Gospodarki Gruntami. Mapę 1:500 000 wydano dopiero w 1992.
Dla map w odwzorowaniu „GUGiK-80” zastosowano południkowo-równoleżnikowy podział na arkusze. Obszar ograniczony równoleżnikami 48°50′ i 54°50′ oraz południkami 14°10′ i 24°l0', w którym położona jest Polska, został podzielony na 6 części o wymiarach: 2° na 5°. Każda z tych części odpowiada arkuszowi mapy w skali 1:500 000. W nawiązaniu do nazwy odwzorowania „GUGiK-80” arkusze oznaczono: 81, 82, 83, 84, 85 i 86. Każdy arkusz mapy 1:500 000 dzieli się na 15 arkuszy mapy 1:200 000, oznaczonych od 01 do 15. Arkusz mapy 1:100 000 powstaje przez podział arkusza 1:200 000 na cztery części oznaczone cyframi od 1 do 4. Mapę 1:100 000 rozpoczęto opracowywać w drugiej połowie 1980 i ukończono wydając drukiem w 1984. Ogółem opracowano 286 arkuszy. Mapa powstawała w oparciu o mapę 1:100 000 w układzie „1942” udostępnioną przez Służbę Topograficzną Wojska Polskiego. Była ona drukowana w czterech barwach. Mapa ma obniżoną wartość użytkową, ze względu na brak siatki kilometrowej i celowo przesuniętą siatkę kartograficzną względem treści. Umieszczona na mapie siatka kartograficzna jest prowadzona co 3' długości i co 2' szerokości geograficznej. Mankamentem mapy jest również brak powiązania z mapami wydawanymi w układzie współrzędnych „1965”. Została ona opracowana i wydana bardzo niestarannie. Rysunek rzeźby jest nieczytelny, zarówno ze względu na źle dobrane cięcie poziomicowe, jak i gruby rysunek warstwic. Duże zastrzeżenia można mieć do przedstawienia elementów hydrografii i sieci osadniczej. Obecnie ze względu na nowe opracowania map w skali 1:100 000 ma ona coraz mniejsze znaczenie użytkowe.

#### Mapa przeglądowa Polski w skali 1:500000
Mapa przeglądowa Polski w skali 1:500 000 w odwzorowaniu GUGiK-80 jest trzecią z kolei opracowaną w tej skali mapą topograficzno-przeglądową po opracowaniach WIG z lat 1935–1938 i 1946–1948. Została ona opracowana w latach 1983–1990 przez zespół Pracowni Kartografii Instytutu Geografii i Przestrzennego Zagospodarowania Polskiej Akademii Nauk i wydana drukiem dopiero w 1992. Jest to całkowicie nowe opracowanie wykonane drogą generalizacji i przeredagowania mapy 1:100 000. Mapa została wydrukowana w sześciu barwach. Cechują ją znaczna szczegółowość treści, delikatny i czytelny rysunek znaków, właściwy dobór kroju i wielkości pisma. Po niewielkich przeróbkach mapa została włączona do nowego, narodowego Atlasu Rzeczypospolitej Polskiej opracowywanego i wydawanego sukcesywnie w latach 1993–1997.

#### Mapa topograficznaTatr Polskich w skali 1:10000
W 1984 Służba Topograficzna Wojska Polskiego wydała mapę topograficzną Tatr Polskich w skali 1:10 000. Podstawą do jej opracowania były zaktualizowane 23 arkusze mapy 1:10 000 w układzie „1942” dla tego obszaru. Po ich przetworzeniu i montażu uzyskano 14 arkuszy mapy Tatr w podziale prostokątnym. W stosunku do oryginalnej mapy topograficznej znacznie wzbogacono jej treść. Wprowadzono liczne znaki dla zobrazowania form geomorfologicznych, niezwykle ważnych dla tego rejonu. Oznaczono na mapie obiekty turystyczne, wprowadzono rysunek batymetrii stawów (w oparciu o materiały WIG z okresu międzywojennego). Pierwsze wydanie mapy miało liczne mankamenty, np.: rysunek mapy kończył się na granicy państwa, niezbyt udana była grafika mapy. Mankamenty te częściowo poprawiono w nowych wydaniach z lat 1986, 1989 i 1992. Ostatnie wydanie mapy z 1992 jest zdecydowanie najlepsze dzięki poprawionej grafice i kolorystyce. Wydanie mapy Tatr należy uznać za ważne wydarzenie, ponieważ po raz pierwszy po wojnie mapa topograficzna, wzbogacona w tym przypadku o elementy turystyczne, została odtajniona i trafiła do księgarń.

## Mapy topograficznepo 1989 roku
Duży wpływ na geodezję i kartografię polską lat 90. miały dwa zdarzenia:
1. uchwalenie przez Sejm w dniu 17 maja 1989 ustawy „Prawo geodezyjne i kartograficzne” (znowelizowanej w sierpniu 1996), regulującej całość spraw związanych z działalnością w geodezji i kartografii,
2. zniesienie klauzuli tajności z państwowego układu współrzędnych „1942” wraz ze znacznym zmniejszeniem zakresu treści zastrzeżonej na mapach topograficznych dokonane na podstawie porozumienia z lutego 1990 między Ministerstwem Obrony Narodowej a Ministerstwem Gospodarki Przestrzennej i Budownictwa.

Ustawa Prawo geodezyjne i kartograficzne reguluje sprawy geodezji i kartografii, ewidencji gruntów i budynków, inwentaryzacji i ewidencji sieci uzbrojenia terenu, rozgraniczania nieruchomości, państwowego zasobu geodezyjnego i kartograficznego oraz uprawnień do wykonywania prac geodezyjnych i kartograficznych. Ustawa z 1989 określiła zadania nowo powstałej Państwowej Służby Geodezyjnej i Kartograficznej, do realizacji których powołała Głównego Geodetę Kraju. W efekcie wejścia w życie ustawy, Departament Geodezji, Kartografii i Gospodarki Gruntami w Ministerstwie Gospodarki Przestrzennej i Budownictwa przekształcono w 1990 w Departament Głównego Geodety Kraju, ponownie przekształcony w lutym 1996 w Departament Katastru, Geodezji i Kartografii. W 1990 powołano także Państwową Radę Geodezyjną i Kartograficzną jako organ doradczy i opiniodawczy ministra.
Uchwalone przez Sejm w dniu 8 sierpnia 1996 zmiany w ustawie Prawo geodezyjne i kartograficzne wprowadziły m.in. następujące regulacje prawne:
1. centralnym organem administracji rządowej właściwym w sprawach geodezji i kartografii jest Główny Geodeta Kraju, nad którym nadzór sprawuje Minister Spraw Wewnętrznych i Administracji,
2. Główny Geodeta Kraju wykonuje swoje zadania przy pomocy Głównego Urzędu Geodezji i Kartografii.

GUGiK rozpoczął swoją działalność 1 stycznia 1997. W jego skład wchodzą m.in. 4 departamenty: Katastru Nieruchomości, Geodezji, Kartografii i Fotogrametrii, do Spraw Państwowego Zasobu Geodezyjnego i Kartograficznego. Przy Głównym Geodecie Kraju działają: Państwowa Rada Geodezyjna i Kartograficzna oraz Komisja Standaryzacji Nazw Geograficznych poza Granicami Polski. Główny Geodeta Kraju nadzoruje także Instytut Geodezji i Kartografii. Efektem wprowadzenia ustawy Prawo geodezyjne i kartograficzne, odtajnienia układu „1942” oraz przekształcenia gospodarki w gospodarkę rynkową jest szerokie udostępnienie społeczeństwu map topograficznych, w tym także map nowej generacji, a także zalew rynku mapami turystycznymi wydawanymi m.in. przez dużą liczbę nowo powstałych prywatnych firm kartograficznych.

### Mapy topograficzne w wersji ogólnodostępnej
Po 1990 służba geodezyjna i kartograficzna podległa Głównemu Geodecie Kraju nadal udostępnia, dokonując nawet dodruku brakujących arkuszy, mapy w skalach 1:25 000 i 1:50 000 w układzie „1965” oraz mapy 1:100 000 w odwzorowaniu GUGiK-80. Proces odtajniania (miały klauzulę „poufne”) tych map trwał około 2 lat i odbył się prawie bez ingerencji w ich treść. Arkusze mapy 1:10 000 odtajniane są (także wcześniej miały klauzulę „poufne”) przy okazji ich aktualizacji według obowiązujących obecnie przepisów. Ponad 100 arkuszy tych map ukazało się drukiem w latach 1993/94, o od 1994 ukazują się arkusze nowej generacji mapy 1:10 000. Również wojskowa służba topograficzna włączyła się w 1990 w dostarczanie dla szerokiego odbiorcy map topograficznych w wersji ogólnodostępnej w skalach 1:100 000 i 1:200 000 opracowanych na bazie wojskowych map topograficznych.

#### Cywilne wersje map wojskowych w układzie „1942” w skalach 1:100000 i 1:200000
Od 1990 rozpoczęto edycje wielu map w układzie „1942” przeznaczonych do szerokiego rozpowszechniania. Pierwszymi z nich były mapy 1:100 000 i 1:200 000 wydawane w latach 1990–1992 przez Służbę Topograficzną Wojska Polskiego. Mapa topograficzna 1:200 000 została wydana w 76 arkuszach, przy czym 4 z nich zawierają po dwa godła. Do kompletnego pokrycia Kraju brakuje dwu arkuszy (M-35-VII i M-35-XIII) z okolic Horodła. Zaletą mapy jest jej aktualność – ponad 2/3 arkuszy była aktualizowana w latach 1985–1989, niecałe 30% w latach 1980–1985 a tylko 3 arkusze przed 1980. Mapa zawiera pełny zakres treści topograficznej z pominięciem elementów treści i charakterystyk zastrzeżonych. Mankamentem mapy jest niezachowanie założeń redakcyjnych i technicznych w czasie jej wydawania. Po wydaniu 18 arkuszy zmieniono kroje pisma, zwiększono stopień generalizacji dróg gruntowych i leśnych, pominięto opisy małych osiedli. Znaki umowne i grafika mapy są podobne jak na oryginalnych mapach wojskowych i daleko odbiegają od ideału. Trudno jednak wymagać od wydawcy, aby w krótkim czasie przygotował całkowicie nową edycje mapy. Należy docenić fakt, że zaledwie w ciągu 2 lat mapa ukazała się na rynku i jest powszechnie dostępna.
Równolegle z mapą 1:200 000 Służba Topograficzna WP wydawała mapę 1:100 000. Po wydaniu 28 arkuszy z rejonu zachodniej Polski pracę wstrzymano. W 1993 zdecydowano się bowiem na edycję mapy topograficznej w wersji turystycznej. Mapa ta powstała we współpracy trzech instytucji: Zarządu (przekształconego następnie w Oddział) Topograficznego Sztabu Generalnego Wojska Polskiego, Państwowego Przedsiębiorstwa Geodezyjno-Kartograficznego i Wojskowych Zakładów Kartograficznych. Arkusz mapy powstaje przez połączenie dwu arkuszy oryginalnej mapy topograficznej w układzie „1942”. Przykładowe godło ma postać N-34-37/38 WŁADYSŁAWOWO. Treść topograficzna mapy została wzbogacona o elementy turystyczne oraz nazwy rejonów fizycznogeograficznych. Na odwrocie każdego arkusza podano informacje dotyczące przedstawianego obszaru zarówno krajoznawcze, jak i turystyczne. Mapa pomimo bogatej treści jest czytelna, co uzyskano dzięki dobrze zaprojektowanym znakom i delikatnemu rysunkowi topograficznych elementów treści, których aktualność odnosi się do lat 80. Pełna edycja dla całej Polski została ukończona w 1999, po czym przystąpiono do publikowania wybranych arkuszy w drugim wydaniu.

#### Aktualizacja mapy 1:10000. Wydanie części arkuszy w układzie „1942” według wzoru z 1989
Na początku lat 90. Główny Geodeta Kraju podjął decyzję o zastosowaniu układu „1942” do opracowania map topograficznych dla potrzeb cywilnych. W latach 1993–1994 ukazało się nieco ponad 100 arkuszy Mapy Topograficznej Polski 1:10 000 w układzie „1942”, sygnowanej przez Głównego Geodetę Kraju. Wydane arkusze obejmują głównie obszary aglomeracji: warszawskiej (74 arkusze) i łódzkiej (24 arkusze). Mapę opracowywano na podstawie arkuszy aktualizacyjnych z początku lat 90. i wydano w czterech barwach stosując znaki umowne według instrukcji z 1989, która z niewielkimi zmianami powielała wcześniejsze wzorce znaków stosowanych dla map topograficznych w skalach 1:5000 i 1:10 000. Instrukcja ta była ostatnią opracowaną w uzgodnieniu z Zarządem Topograficznym Sztabu Generalnego Wojska Polskiego.
Do roku 1991 arkusze mapy 1:10 000 aktualizowane były w układzie „1965”. Od 1992 (trzeci cykl aktualizacji) dokonywano jednocześnie zmiany układu na układ „1942”, natomiast od 1995 arkusze mapy 1:10 000 aktualizowane są w nowym układzie „1992”.
Od 1992 ograniczono zarówno zakres treści, jak i zakres aktualizacji mapy 1:10 000, a w 1994 zrezygnowano całkowicie z aktualizacji części arkuszy tej mapy. Spowodowało to, że współcześnie aktualizowana mapa 1:10 000 nie jest w pełni przydatna do celów aktualizacji wojskowych map topograficznych.

#### Nowa generacja map topograficznych w skalach 1:10000 i 1:50000
W 1991 Główny Geodeta Kraju powołał zespół specjalistów, którego zadaniem było opracowanie koncepcji treści i znaków umownych nowej edycji mapy topograficznej w skali 1:10 000. W ciągu trzech lat pracy zespół przygotował kilka wersji nowej mapy, które były poddawane ocenie przez przyszłych użytkowników – specjalistów z zakresu kartografii. Przyjęta końcowa wersja znacznie różni się od dotychczas wydawanych map 1:10 000. Zmniejszono zakres treści, a tym samym liczbę znaków umownych, cześć znaków zmieniono, wprowadzono nowe desenie rastrów, znacznie poprawiono grafikę mapy. Wynikiem pracy zespołu była wydana w 1994 instrukcja Zasady redakcji mapy topograficznej w skali 1:10 000. Wzory znaków.
Arkusze mapy 1:10 000 wydane w latach 1994–1995 opracowane były w układzie „1942”, a wydawane od 1996 opracowywane są w nowym układzie „1992”. Na każdym arkuszu przy ramce zewnętrznej wprowadzono dodatkowo wyloty linii siatki kilometrowej układu „1965”.
Mapa 1:10 000 przydatna jest przede wszystkim na obszarach zurbanizowanych lub o znacznym stopniu zainwestowania. Stąd spośród 16 294 arkuszy tej mapy. pokrywających obszar całej Polski, planuje się wydanie drukiem około 6000 arkuszy dla obszarów wszystkich miast wraz z ich najbliższymi okolicami, dla terenów o znacznym stopniu zainwestowania oraz dla wybranych terenów turystycznych. Do końca 1998 wydano około 1000 arkuszy, głównie z obszarów Polski środkowej i południowo-zachodniej.
W 2003 przystąpiono do opracowania mapy 1:10 000 opartej na bazie danych topograficznych o szczegółowości mapy w tej skali. Zaletą mapy w standardzie TBD jest duża jej aktualność.
W 1993 również na zlecenie Głównego Geodety Kraju przystąpiono do opracowania całkowicie nowej koncepcji mapy topograficznej w skali 1:50 000. Pierwsza, robocza wersja instrukcji zawierającej wzory znaków oraz zasady redagowania tej mapy została przyjęta w 1995, a jej wersja ostateczna, uwzględniająca doświadczenia zdobyte przy opracowaniu pierwszych kilkudziesięciu arkuszy mapy, została wydana w 1998. Mapa powstaje w wyniku przeredagowania i generalizacji zaktualizowanych arkuszy mapy 1:10 000, część arkuszy opracowywana jest na podstawie arkuszy wojskowej mapy topograficznej 1:25 000, aktualizowanej w latach 90. Przyjęty system znaków i grafika nawiązuje do rozwiązań zastosowanych na mapie 1:10 000. Podobnie jak dziesiątka jest ona przykładem dobrego, lepszego niż w wielu innych krajach, opracowania kartograficznego. Jest to pierwsza oryginalnie polska mapa topograficzna do użytku cywilnego (nie wojskowego). Zespół autorów otrzymał za tę mapę nagrodę wspólną Ministra Rozwoju Regionalnego i Budownictwa oraz Ministra Spraw Wewnętrznych i Administracji.
W 2002 podjęto decyzję o zaprzestaniu wydawania mapy w skali 1:50 000, uzasadniając to względami finansowymi (ostatecznie jej arkusze powstawały w latach 1995–2004). Zdecydowano, że jej rolę przejmie cywilna wersja wojskowej mapy 1:50 000 (VMap L2) w układzie „WGS-84”, w której zachowano część przestarzałych rozwiązań graficznych wywodzących się z kartografii radzieckiej, z końca lat 30. XX wieku. Mapa ta zawiera mniej informacji dotyczących dróg, funkcji i intensywności zagospodarowania terenu oraz rzeźby terenu, niż poprzednia. Mimo zapowiedzi pokrycia mapą w tej skali całej Polski, opracowano nią dla ok. 31,2% powierzchni kraju (nadal dla części obszaru jedyną mapą w tej skali jest bardzo zdezaktualizowana mapa w układzie „1965”).